# العلاقات الأسترالية التشيكية
العلاقات الأسترالية التشيكية هي العلاقات الثنائية التي تجمع بين أستراليا والتشيك.

## مقارنة بين البلدين
هذه مقارنة عامة ومرجعية للدولتين:
| وجه المقارنة                                              | أستراليا                                   | التشيك                                                                            |
| --------------------------------------------------------- | ------------------------------------------ | --------------------------------------------------------------------------------- |
| المساحة (كم2)                                             | 7.69 مليون                                 | 78.87 ألف                                                                         |
| عدد السكان (نسمة)                                         | 24.51 مليون                                | 10.52 مليون                                                                       |
| الكثافة السكانية (ن./كم²)                                 | 3.19                                       | 133.38                                                                            |
| العاصمة                                                   | كانبرا، ملبورن                             | براغ                                                                              |
| اللغة الرسمية                                             | لغة إنجليزية                               | اللغة التشيكية                                                                    |
| العملة                                                    | دولار أسترالي، جنيه إسترليني، جنيه أسترالي | كرونة تشيكية، كرونة تشيكوسلوفاكية                                                 |
| الناتج المحلي الإجمالي (بليون دولار)                      | 1.32 تريليون                               | 215.73 مليار                                                                      |
| الناتج المحلي الإجمالي (تعادل القوة الشرائية) بليون دولار | 1.10 تريليون                               | 356.15 مليار                                                                      |
| الناتج المحلي الإجمالي الاسمي للفرد دولار أمريكي          | 56.31 ألف                                  | 17.55 ألف                                                                         |
| الناتج المحلي الإجمالي للفرد دولار أمريكي                 | 45.92 ألف                                  | 31.19 ألف                                                                         |
| مؤشر التنمية البشرية                                      | 0.939                                      | 0.878                                                                             |
| رمز المكالمات الدولي                                      | +61                                        | +420                                                                              |
| رمز الإنترنت                                              | .au                                        | .cz                                                                               |
| المنطقة الزمنية                                           |                                            | ت ع م+01:00، ت ع م+02:00، توقيت وسط أوروبا، توقيت وسط أوروبا الصيفي، أوروبا/براغ ‏ |

## منظمات دولية مشتركة
يشترك البلدان في عضوية مجموعة من المنظمات الدولية، منها:
| علم المنظمة | اسم المنظمة                               | تاريخ انضمام أستراليا | تاريخ انضمام التشيك |
| ----------- | ----------------------------------------- | --------------------- | ------------------- |
|             | البنك الأوروبي لإعادة البناء والتنمية     | ?                     | ?                   |
|             | منظمة الشرطة الجنائية الدولية             | ?                     | ?                   |
|             | الاتحاد البريدي العالمي                   | ?                     | ?                   |
|             | منظمة التجارة العالمية                    | ?                     | ?                   |
|             | منظمة التعاون الاقتصادي والتنمية          | ?                     | ?                   |
|             | الفريق المعني برصد الأرض                  | ?                     | ?                   |
|             | مجموعة الموردين النوويين                  | ?                     | ?                   |
|             | مؤسسة التنمية الدولية                     | 24 سبتمبر 1960        | 1993                |
|             | مؤسسة التمويل الدولية                     | 20 يوليو 1956         | 1993                |
|             | منظمة حظر الأسلحة الكيميائية              | ?                     | ?                   |
|             | الوكالة الدولية للطاقة                    | ?                     | ?                   |
|             | الأمم المتحدة                             | 1 نوفمبر 1945         | 19 يناير 1993       |
|             | الاتحاد الدولي للاتصالات                  | 27 مايو 1878          | 1993                |
|             | البنك الدولي للإنشاء والتعمير             | 5 أغسطس 1947          | 1993                |
|             | مجموعة أستراليا                           | 1985                  | 1994                |
|             | المركز الدولي لتسوية المنازعات الاستشارية | 1 يونيو 1991          | 22 أبريل 1993       |
|             | وكالة ضمان الاستثمار متعدد الأطراف        | 10 فبراير 1999        | 1993                |
|             | نظام تحكم تكنولوجيا القذائف               | 1990                  | 1998                |
|             | يونسكو                                    | 4 نوفمبر 1946         | 22 فبراير 1993      |

## أعلام
هذه قائمة لبعض الشخصيات التي تربطها علاقات بالبلدين:
- أشتون بومان (1 مايو 1993 – )
- اساكا سرناك (لاعب كرة قدم أسترالي، 9 أبريل 1989[28] – )
- لينكا (19 مارس 1978[29] – )
- هانا ماندليكوفا (19 فبراير 1962 – )

## وصلات خارجية
- موقع وزارة الخارجية الأسترالية
- موقع وزارة الخارجية التشيكية